# Большая Елга
Больша́я Елга́ (тат. Олы Елга) — село в Рыбно-Слободском районе Республики Татарстан. Административный центр Большеелгинского сельского поселения.

## Население
| 1782 | 1859 | 1897  | 1908  | 1920  | 1926  | 1949 | 1958 | 1970  | 1989 | 2000 | 2002 | 2010 | 2020 |
| ---- | ---- | ----- | ----- | ----- | ----- | ---- | ---- | ----- | ---- | ---- | ---- | ---- | ---- |
| 278  | 722↗ | 1327↗ | 1687↗ | 1737↗ | 1116↘ | 932↘ | 905↘ | 1041↗ | 853↘ | 852↘ | 863  | 881  | 758  |

Национальный состав села — татары.

## Религия
Мечеть (1879 год, памятник архитектуры), мечеть (с 1999 г.).

## Известные люди
- Билалов Зуфар Зиятдинович(р. 1966) — певец, народный артист РТ
- Мингалиев Габдразак Нургалиевич (р. 1960) — композитор, член Союза композиторов Татарстана